# Rauchfarbener Milchling
Der Rauchfarbene Milchling (Lactarius azonites) ist eine Pilzart aus der Familie der Täublingsverwandten (Russulaceae). Es ist ein mittelgroßer bis großer Milchling, dessen Milch und Fleisch sich rosa verfärben und dessen Lamellen mehr oder weniger queradrig verbunden sind. Sein Hut ist typischerweise blass wildlederfarben oder rauchgrau bis graubraun getönt und unregelmäßig verbogen. Der Stiel ist weißlich. Die Fruchtkörper des ungenießbaren Milchlings erscheinen von Juni bis Oktober unter Eichen oder Rotbuchen.

## Merkmale

### Makroskopische Merkmale
Der Hut ist 5–9(–10) cm breit, jung stumpf-kegelig, später ausgebreitet und in der Mitte etwas niedergedrückt. Insgesamt ist er meist unregelmäßig verbogen. Die Oberfläche ist glatt, trocken und matt und unter der Lupe fein samtig. Der Hut ist blass milchkaffeebraun bis rauchgrau gefärbt, wobei meist Brauntöne mit hereinspielen. Oft ist der Hut auf cremegelblichem Grund mehr oder weniger scheckig-rauchgrau bis graubraun-wolkig gefleckt. Der glatte Rand ist meist cremefarben, jung nach unten gebogen und später scharfrandig.
Die sehr unregelmäßigen und oft queradrig verbundenen Lamellen sind jung weißlich und später ockergelblich gefärbt. Sie stehen mäßig gedrängt (10–15 pro cm Hutrand), sind bisweilen gegabelt, dünn (3–4 mm hoch) und am Stiel breit angewachsen oder laufen etwas daran herab. Die Schneiden sind glatt.
Der 4–6(–7) cm lange und 1–1,5 cm breite Stiel ist weißlich und deutlich heller als der Hut gefärbt. Er ist mehr oder weniger zylindrisch und zur Stielbasis hin oft verjüngt. Das Stielinnere ist voll bis markig-hohl. An Druckstellen kann der Stiel braunrötlich nachdunkeln, sodass er im Alter meist etwas schmutzig gefleckt erscheint.
Das Fleisch ist weiß, im Anschnitt beginnt es sich aber nach 1–2 Minuten orange-rosa zu verfärben. Nach ca. 5 Minuten ist die Verfärbung deutlich sichtbar. Das Fleisch riecht angenehm fruchtig bis säuerlich und schmeckt mehr oder weniger mild. Die reichliche, weiße Milch bleibt ohne Verbindung zum Fleisch weiß, bildet aber auf den Lamellen lachsorangene Tröpfchen. Sie schmeckt mehr oder weniger mild, aber unangenehm (laut Krieglsteiner nach wenigen Sekunden sehr scharf). Kalilauge kann die Milch nicht verfärben.

### Mikroskopische Merkmale
Die runden bis ziemlich rundlichen Sporen sind durchschnittlich 8,0–8,6 Mikrometer lang und 7,4–7,8 µm breit. Der Q-Wert (Quotient aus Sporenlänge und -breite) ist 1,0–1,1. Das Sporenornament wird bis 1,5(–2) µm hoch und besteht aus wenigen, isoliert stehenden Warzen sowie aus gratigen, mitunter fast flügeligen Rippen, die teilweise netzartig verbunden sind. Der Hilarfleck ist im äußeren Bereich oder vollständig amyloid, manchmal aber nur schwach.
Die keuligen bis bauchigen Basidien messen 50–65 × 13–15 µm und sind 4-sporig. Pleuro- und Makrozystiden fehlen. Die sterilen Lamellenschneiden tragen zylindrische bis wellig gewundene, spindelige oder flaschenförmige Parazystiden. Diese sind dünnwandig und durchscheinend, 25–50 µm lang und 5–9 µm breit.
Die Huthaut ist ein Hyphoepithelium bis Trichoepithelium. Sie besteht aus einer dünnen Schicht parallel liegender, 3–5 µm breiter Hyphen sowie aus vorstehenden, zystidenartigen, 3–9 µm breiten, keulig bis kopfigen Hyphenenden. Unter dieser Schicht (Subpellis) liegen oft kettenförmig angeordnet rundliche bis birnenförmige Zellen, die etwa 12–30 µm lang und 9–22 µm breit sind. Die Hyphenzellen der oberen Zellschicht enthalten intrazellulär ein braunes Pigment.

## Artabgrenzung
Der Rauchfarbene Milchling ist gut an seinem mehr oder weniger weißlichem Stiel, dem unregelmäßig geformten Hut und dem sich schnell rosa verfärbenden Fleisch zu erkennen.
Der Rußfarbene Milchling (Lactarius fuliginosus) sieht sehr ähnlich aus. Der Rauchfarbene Milchling hat aber unregelmäßige, queradrig verbundene Lamellen und einen anders geformten, weißlichen Stiel. Die Sporen und das Sporenornament der beiden Milchlinge sind ähnlich, doch beim Rauchfarbenen Milchling sind die Rippen etwas regelmäßiger und weniger unvollständig netzig verbunden als beim Rußfarbenen Milchling. Beim Letztgenannten wird die oberste Huthautschicht von liegenden Hyphen gebildet. Ohne mikroskopische Nachprüfung kann der Milchling auch leicht mit dem Flügelsporigen Milchling (Lactarius pterosporus) verwechselt werden, zumal beide Arten nicht selten nahe beieinander am gleichen Standort vorkommen können.

## Ökologie
Der Rauchfarbene Milchling ist ein Mykorrhizapilz, der vorwiegend mit Eichen und Rotbuchen eine Partnerschaft eingeht. In Südeuropa wächst er auch bei Esskastanien. Vermutlich kommen auch andere Laubbäume wie Hasel als Wirt in Frage. Man findet die Milchlinge in Laubwäldern und hier besonders in verschiedenen Rotbuchenwald-Gesellschaften, wie Waldmeister-, Waldgersten-Buchen- und Buchen-Tannen-Wäldern sowie in Eichen-Hainbuchenwäldern. In kalkreichen Seggen- und sauren Hainsimsen-Buchenwäldern findet man ihn nur selten, im Letzteren meist nur an stärker basenhaltigen Stellen, etwa im Einflussbereich von geschotterten Wegrändern. Zusammen mit Rotbuchen tritt der Milchling gelegentlich auch in Eschen-Bergahorn-Schatthangwäldern auf. Auch in Parkanlagen kann man ihn unter Eichen und Buchen finden.
Der Pilz mag mehr oder weniger frische, neutrale bis basische Böden, die nur mäßig nährstoffreich sind und nur wenig Stickstoff enthalten. Gewöhnlich kommt der Milchling über Kalk bzw. kalkhaltigen Mergeln und Tonen vor, man findet ihn aber auch über Basalt, Löß und basenhaltigen Braunerden und Silikaten. Die Fruchtkörper erscheinen von Juni bis Ende Oktober und werden teilweise noch Anfang November gefunden. Der Milchling bevorzugt das Hügel- und untere Bergland.

## Verbreitung

Verbreitung des Rauchfarbene Milchling in Europa. Grün eingefärbt sind Länder, in denen der Milchling nachgewiesen wurde. Grau dargestellt sind Länder ohne Quellen oder Länder außerhalb Europas.

Der Rauchfarbene Milchling ist wohl eine rein europäische Art. Es ist sehr fraglich, ob Nachweise aus Malaysia wirklich der europäischen Art zuzuordnen sind. Der Milchling kommt in Frankreich, den Beneluxstaaten und Großbritannien (ohne Nordirland) vor. Außerdem ist er in ganz Mitteleuropa verbreitet, wobei einige Vorposten bis nach Ungarn reichen. Der Milchling kommt auch in Süd-Fennoskandinavien vor und laut Krieglsteiner auch in den Baltischen Staaten. In Osteuropa wurde die Art in Russland und Weißrussland nachgewiesen.
In Deutschland ist die Art von den Alpen bis in die Norddeutsche Tiefebene und nach Schleswig-Holstein zerstreut verbreitet bis selten. In Sachsen ist die Art gefährdet und in Nordrhein-Westfalen und Schleswig-Holstein sogar stark gefährdet. In Österreich und der Schweiz ist der Milchling verbreitet, aber nicht häufig.

## Systematik
Der Rauchfarbene Milchling wurde 1791 durch Jean Baptiste François Bulliard als Agaricus azonites beschrieben. 1838 stellte Elias Magnus Fries die Art in seinem epochalen Werk „Epicrisis Systematis Mycologici“ in die Gattung Lactarius, sodass sie ihren heute gültigen Namen erhielt. Als taxonomisches Synonym gilt die vom dänischen Mykologen Jakob Emanuel Lange 1928 beschriebene Form Lactarius fuliginosus f. albipes, die 1980 von Marcel Bon zur Varietät heraufgestuft wurde.

### Infragenetische Systematik
Der Rauchfarbene Milchling wird von Bon, Maria Teresa Basso und Jacob Heilmann-Clausen et al. in die Sektion Plinthogali gestellt, die ihrerseits in der Untergattung Plinthogalus steht. Die Vertreter der Sektion haben Hüte mit einer feinsamtigen, nicht selten gerunzelten Hutoberfläche, da die Huthaut (Pileipellis) aus palisadenförmigen Hyphenzellen besteht. Das Fleisch und/oder die Milch verfärben sich rosa oder rötlich braun.

### Varietäten und Formen
Die 1980 von Bon abgetrennte und zu L. fuliginosus gestellte Varietät albipes wird von den meisten Mykologen nicht anerkannt. Die Varietät soll einen weiß bleibendem Stiel und höhere Grate auf den Sporen haben als die Typusvarietät. Innerhalb der Art wird heute nur eine reinweiße Form virgineus (Lange) Verbeken 1998 als eigenständiges Taxon anerkannt. Sie ist etwas kleiner als der Typus und hat einen etwa 5 cm breiten, weißlichen Hut, der in der Mitte blass bräunlich ist. Auch die Lamellen sind weiß und werden nur langsam cremefarben. Das Taxon ist synonym zu L. fuliginosus f. virgineus J.E. Lange (1928) und L. virgineus (J.E. Lange) J. Blum ex Bon 1980. Es hat dieselbe Ökologie wie die Typusform und wächst auch oft mit ihr zusammen.

## Bedeutung
Trotz seines meist milden Geschmacks wird der Milchling als ungenießbar bezeichnet.